# Augusta Montaruli
Augusta Anita Laura Montaruli (Torino, 14 settembre 1983) è una politica italiana.
Deputata dal 23 marzo 2018 per Fratelli d'Italia, è stata sottosegretaria di Stato al Ministero dell'università e della ricerca dal 2 novembre 2022 al 24 febbraio 2023 nel governo Meloni.

## Biografia
Nata il 14 settembre 1983 a Torino, figlia di genitori pugliesi originari di Corato (BA), ha studiato al liceo scientifico Galileo Ferraris di Torino, dove si è diplomata e ha iniziato a interessarsi di politica. Si è poi laureata all'Università degli Studi di Torino in giurisprudenza.
Avvocata penalista dal 2016, è iscritta all'ordine professionale di Torino.

## Attività politica

### Gli inizi
È stata coordinatrice di Azione Giovani (l'organizzazione giovanile di Alleanza Nazionale), Fronte della Gioventù, Fare Fronte, Fronte Universitario e Fronte Nazionale, oltre a essere stata dirigente provinciale di AN e ad aver fatto parte dell'esecutivo nazionale del FUAN.
Alle elezioni comunali in Piemonte del 2004 si è candidata sindaca del comune di Pessinetto, in provincia di Torino, per Alleanza Nazionale: ha ottenuto 13 voti e non è risultata pertanto eletta.
Assessore alla Cultura e consigliera comunale a San Mauro Torinese dal 2007 nella giunta di centro-destra presieduta da Giacomo Coggiola, alle elezioni regionali in Piemonte del 2010 è stata eletta consigliere regionale per il Popolo della Libertà (PdL) nel listino del candidato presidente Roberto Cota, rimanendo in carica fino al 2014.
Nel 2012 è diventata portavoce nazionale di Giovane Italia, organizzazione giovanile del PdL; ha quindi lasciato tale incarico dopo pochi mesi aderendo alla compagine di Fratelli d'Italia (FdI), nelle cui liste alle elezioni politiche del 2013 è stata candidata alla Camera dei deputati non risultando tuttavia eletta.

### Elezione a deputata
Alle elezioni politiche del 2018 è candidata alla Camera nel collegio uninominale Piemonte 1 - 03 (Torino - San Paolo) sostenuta dalla coalizione di centro-destra in quota Fratelli d'Italia; è quindi risultata eletta per la prima volta come deputata con il 33,34%, superando Paola Bragantini (centrosinistra) che ha ottenuto il 33,21% e Paolo Biancone del M5S che ha raccolto il 24,37%.
Nel corso della XVIII legislatura Montaruli è stata componente e capogruppo per FdI nella 1ª Commissione Affari Costituzionali e nella 14ª Commissione Politiche dell'Unione Europea.

### Sottosegretaria all'università e della ricerca
Alle elezioni politiche anticipate del 2022 è ricandidata alla Camera nel collegio uninominale di Piemonte 1 - 02 (Torino-San Paolo), sostenuta dalla coalizione di centro-destra in quota FdI, oltreché come capolista per lo stesso partito nei collegi plurinominali Piemonte 1 - 01 e Piemonte 1 - 02. Risulta rieletta deputata nell'uninominale con il 35,98% dei voti contro il 35,41% ottenuto da Stefano Lepri (centrosinistra) e il 13,84% ottenuto dall'ex sindaca di Torino Chiara Appendino (M5S).
Con la vittoria del centro-destra alle politiche del 2022 e la seguente nascita del governo Meloni, il 31 ottobre 2022 è indicata dal Consiglio dei ministri come sottosegretaria di Stato al Ministero dell'università e della ricerca. In carica dal 2 novembre dello stesso anno, il 18 febbraio 2023 ha annunciato le proprie dimissioni, che sono state accettate il successivo 24 febbraio a seguito della condanna per le vicende del caso "Rimborsopoli".

### Vicepresidente della Commissione di Vigilanza Rai
Il 14 marzo 2023 è nominata componente della commissione di vigilanza Rai per poi diventarne, dal 4 aprile dello stesso anno vicepresidente.

## Procedimenti giudiziari
Montaruli viene indagata nell'inchiesta, denominata dai giornali "Rimborsopoli", sull'uso illecito di fondi pubblici destinati ai gruppi consiliari della Regione Piemonte nel periodo 2010-2014 (anni in cui Montaruli era consigliera regionale). In primo grado è stata assolta con formula piena dal tribunale collegiale di Torino. A luglio 2018 tuttavia, la Corte di appello di Torino l'ha condannata a 1 anno e 7 mesi. Nel 2019 la Corte suprema di cassazione ha disposto l'annullamento della sentenza emessa dalla Corte d'appello di Torino, con lo svolgimento di un nuovo processo che si è concluso il 14 dicembre 2021 con una condanna per peculato. Il 17 febbraio 2023 è stata quindi condannata dalla stessa Suprema Corte di Cassazione in via definitiva a 1 anno e 6 mesi; le sono state contestate spese per 25 000 euro, valutate come non attinenti alla funzione istituzionale esercitata all'epoca da Montaruli.

## Vita privata
È stata coniugata con Maurizio Marrone, dirigente di Fratelli d'Italia e assessore regionale in Piemonte.